# Ustrój polityczny Albanii
Albania jest wielopartyjną demokracją parlamentarną, w której obowiązuje trójpodział władz. Władzę ustawodawczą pełni jednoizbowy parlament, władzę wykonawczą prezydent i rząd z premierem na czele, a władzę sądowniczą piastują niezawisłe sądy. Nad konstytucyjnością aktów prawnych czuwa Sąd Konstytucyjny.
Demokracja albańska ma jednak w dużym stopniu charakter fasadowy, tzn. ustalenia konstytucyjne nie zawsze zgadzają się z realnie istniejącymi stosunkami i zależnościami politycznymi. Można stwierdzić, iż obecny system dopiero rozwija się w kierunku faktycznie funkcjonujących struktur demokratycznego państwa prawa.

## Historia ustroju
O Albanii jako rejonie geograficznym można mówić dopiero od końca XIX wieku. Przedtem tereny te znajdowały się pod panowaniem imperium osmańskiego, zamieszkane przez szereg plemion porozumiewających się jednym językiem, ale wyznających różne religie (islam, prawosławie, katolicyzm). Świadomość odrębności narodowej zaczęła kształtować się na przełomie XIX i XX wieku, a później także na skutek przejęcia władzy w Turcji przez ruch młodoosmański (1908 r.). 28 listopada 1912 roku Zgromadzenie Narodowe obradujące w mieście Vlora i skupiające albańskich działaczy niepodległościowych proklamowało niepodległość Albanii. Wyłoniło także rząd, na czele którego stanął Ismail Qemali (który objął w nim także ministerstwo spraw zagranicznych, a później panował jako książę). Przy formowaniu rządu przyjęto zasadę, iż 1/2 stanowisk otrzymają w nim muzułmanie, a pozostałą połowę – chrześcijanie.

### Księstwo albańskie 1912-1914
Proklamowaną niepodległość państwa albańskiego uznała Konferencja Ambasadorów, obradująca w Londynie. Ustanowiła ona jednak nadzór Międzynarodowej Komisji Kontroli, w skład której weszli przedstawiciele 6 krajów (Francja, Rosja, Wielka Brytania, Włochy, Austro-Węgry, Niemcy). 10 lipca 1913 r. wydano Statut Organiczny, na mocy którego Albania miała być:
- księstwem niezależnym, suwerennym, zwłaszcza od Turcji,
- co najmniej przez 10 lat zarządzanym przez Międzynarodową Komisję Kontroli, w skład której prócz przedstawicieli 6 mocarstw wszedł także delegat Albanii, Myfit Libohova. Komisja miała zadecydować o przyszłym władcy księstwa (został nim Wilhelm zu Wied).
- rządzona przez organ ustawodawczy – Zgromadzenie Narodowe, w skład którego mieli wchodzić deputowani pochodzący z wyborów, mianowani przez księcia oraz znajdujący się w nim z racji sprawowania pewnych urzędów – przedstawiciele wspólnot wyznaniowych i Banku Narodowego. Do wybuchu I wojny światowej nie zostało ono jednak zwołane.

Kres istnieniu niepodległego księstwa albańskiego położyła I wojna światowa, książę zu Wied udał się na emigrację, a tereny Albanii dostawały się pod okupację wojsk kolejnych krajów biorących udział w konflikcie.

### Okres prowizorium ustrojowego 1920-1925
Powojenne wsparcie USA dla niepodległości Albanii, jak również jej potwierdzenie przez londyńską Konferencję Ambasadorów w styczniu 1920 r., doprowadziło do zebrania się działaczy niepodległościowych w mieście Lushnja. 30 stycznia 1920 r. uchwalili oni tzw. Statuty z Lushnja, określające tymczasowy ustrój państwa:
- pozbawienie władzy księcia zu Wieda,
- utworzenie Rady Naczelnej (Keshilli i Larte), ciała wybieranego przez organ ustawodawczy, w założeniu tymczasowego, w skład którego wchodzili przedstawiciele czterech największych grup wyznaniowych: sunnitów, bektaszytów, prawosławnych i katolików. Rada miała prawo weta zawieszającego wobec ustaw Rady Narodowej.
- powołanie Senatu (Senati), organu ustawodawczego, parlamentu. Podczas swojego pierwszego posiedzenia przyjął nazwę Rady Narodowej (Keshilli Kombëtar), która także była używana.
- utworzenie rządu (geveria, kabineti) – ponosił odpowiedzialność polityczną przed Radą Naczelną i Senatem, przez ten ostatni mógł być odwołany. Natomiast Rada Naczelna miała prawo powoływania premiera.

Powyższy układ miał obowiązywać do pierwszych wyborów parlamentarnych, które były na mocy ordynacji wyborczej z 5 grudnia 1920 r. pośrednie – 200 wyborców wskazywało swojego reprezentanta, który wraz z innymi reprezentantami wybierał deputowanych.

### Republika Albanii 1925-1928
Po dojściu do władzy drogą rewolucyjną premiera Ahmeda Zogu, 21 stycznia 1925 roku parlament uchwalił nową konstytucję. Cechy wprowadzonego przez nią ustroju:
- ustanowienie Republiki Albanii, o ustroju i konstytucji (Statuti Themeltar i Republikës) wzorowanych na rozwiązaniach amerykańskich,
- parlament składający się z dwóch izb: Senatu i Izby Deputowanych,

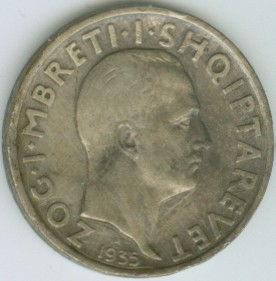
Król Zog I na albańskiej monecie

- prezydent (Kryetari i Republikës) wybierany przez parlament na 7 lat, tworzący gabinet rządowy i posiadający prawo promulgacji ustaw uchwalanych przez organy ustawodawcze. Pierwszym prezydentem został Zogu, który szybko zaprowadził rządy silnej ręki.

### Monarchia 1928-1939
Pod wpływem Zogu, przejawiającego skłonności autorytarne, wyłoniony przez Konstytuantę Komitet uchwalił projekt nowej konstytucji, który został przyjęty 1 września 1928 roku. Wprowadzał on w Albanii monarchię parlamentarną. Królem został Ahmed Zogu, przyjmując imię Zog I. Powiększył wydatnie zakres swojej władzy, w porównaniu z prezydenturą, stając się politycznie nieodpowiedzialnym przed parlamentem, jednocześnie posiadając nad nim zwierzchnictwo (prawo do przedterminowego rozwiązania legislatywy). Dodatkowo król miał prawo zawierania umów międzynarodowych, które nie musiały być ratyfikowane przez parlament, a także do uczestniczenia w pracach rządu.

### Unia z Włochami 1939-1943

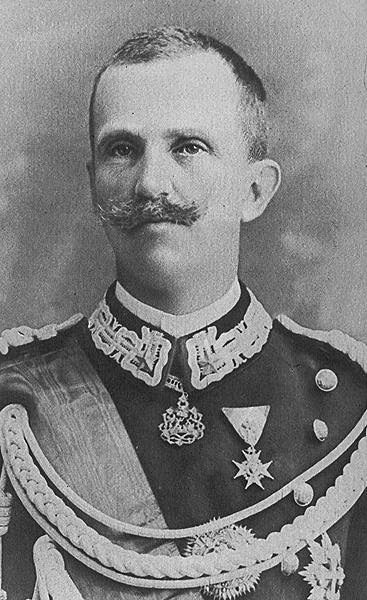
Wiktor Emanuel III (1869-1947), król Albanii 1939-1943

Po włoskiej agresji w 1939 roku, Zgromadzenie Narodowe zdecydowało o pozbawieniu tronu Zoga I i oddaniu go włoskiemu królowi Wiktorowi Emmanuelowi III. Włochy narzuciły także nowy Statut Fundamentalny, faktycznie redukujący status Albanii do roli kolonii:
- władza w kraju dla wiceregenta (Luogotente Generale), którym został Francesco Jacomoni, sprawującego ją w imieniu króla włoskiego,
- likwidacja parlamentu, zastąpionego przez Wyższą Faszystowską Radę Korporacyjną, mogącą wydawać akty poddawane królowi pod rozwagę, i które uzyskawszy jego akceptację, mogły stać się ogólnoobowiązujące,
- wprowadzenie monopartyjności – jedyna partia: Albańska Partia Faszystowska (lider Tefik Mborja),
- rząd odpowiedzialny politycznie przed królem, w jego skład wchodzili Albańczycy, ale każdy miał swojego włoskiego nadzorcę (oficjalnie doradcę).

Z powodu kapitulacji Włoch i wejściem Niemców na terytorium Albanii, 16 października 1943 roku Zgromadzenie Narodowe przywróciło konstytucję z 1928 roku. Wiktor Emanuel III został zdetronizowany, a funkcje monarchy na czas wojny miała pełnić Rada Regencyjna złożona z czterech osób. Pomimo utworzenia rządu albańskiego, kraj faktycznie znajdował się pod niemiecką okupacją. Jednocześnie istniał podziemny Komitet złożony z działaczy niepodległościowych (głównie komunistów), który w październiku 1944 roku przekształcił się w Rząd Tymczasowy.

### Konstytucja z 14 marca 1946 r.
Po wyzwoleniu kraju spod władzy niemieckiej komuniści zdominowali w krótkim czasie wszystkie szczeble administracji państwowej. 14 marca 1946 roku Zgromadzenie Narodowe uchwaliło Statuty, pełniące funkcję konstytucji. Były one wzorowane na stalinowskiej konstytucji ZSRR z 1936 roku. Jej główne zasady ustrojowe:
- określenie państwa jako Albańskiej Republiki Ludowej (wcześniej zniesienie monarchii), w której władza sprawowana jest przez lud i od niego pochodzi,
- najwyższa władza wykonawcza dla rządu, a ustawodawcza dla Zgromadzenia Ludowego,
- brak formalnego charakteru komunistycznego państwa (w Statutach zagwarantowanie szeregu praw obywatelskich, a także np. prawo do prywatnej własności i przedsiębiorczości).

Rzeczywistość jednak odbiegała od postanowień konstytucyjnych – całość faktycznej władzy została skupiona w ręku Envera Hodży (Hoxhy), pierwszego sekretarza Albańskiej Partii Pracy (Partia e Punes e Shqiperise, PPSh), stosującego stalinowskie metody utrzymywania się przy władzy.

### Konstytucja z 28 grudnia 1976 r.
Reżim Hodży, po zerwaniu współpracy z Jugosławią Tity, jak i obozem sowieckim, potrzebował nowej koncepcji państwa. Wyrazem jej była nowa konstytucja, uchwalona 28 grudnia 1976 r. przez Zgromadzenie Ludowe. Miała ona radykalny charakter. Główne postanowienia tego aktu:
- zmiana nazwy państwa na Ludową Socjalistyczną Republikę Albanii, co miało według Hodży wskazywać na wyższy poziom rozwoju Albanii względem innych państw komunistycznych,
- najwyższa władza w państwie formalnie dla Zgromadzenia Ludowego, składającego się z 250 członków, wybieranych w wyborach powszechnych na 4-letnią kadencję. Rzeczywiście jednak Zgromadzenie obradowało na sesjach dwa razy do roku, zatwierdzając tylko akty uchwalane przez jego Prezydium,
- zastąpienie demokratycznej wymowy Statutów z 1946 roku nowomową marksistowsko-leninowską,
- oficjalny zakaz prowadzenia działalności religijnej i radykalny rozdział Kościołów i związków wyznaniowych od państwa, połączony z propagowaniem przez aparat państwowy światopoglądu ateistycznego (art. 37, 55).

System polityczny wprowadzony przez konstytucję z 1976 roku funkcjonował zgodnie z jej założeniami do 1985 roku, kiedy to umarł Hodża. Potem nastąpił proces stopniowej demokratyzacji.

### Ustawa konstytucyjna z 29 kwietnia 1991 r.
Po wyborach w 1991 roku parlament uchwalił szereg poprawek do konstytucji z 1976 r., m.in. zmianę nazwy kraju na Republikę Albanii, wprowadzenie stanowiska prezydenta (został nim Ramiz Alia) i zagwarantowanie praw obywatelskich. Ustalała to Ustawa konstytucyjna „O podstawowych uregulowaniach konstytucyjnych” z 29 kwietnia 1991 roku. Dodatkowo, przed wyborami w 1992 roku nowa ordynacja wyborcza zmniejszyła liczbę członków Zgromadzenia Ludowego do 140, z czego 100 miało być wybieranych w wyborach większościowych, a 40 proporcjonalnie z list partyjnych.
Po zwycięstwie w wyborach 1992 roku demokratów i wyborze Sali Berishy na prezydenta, w ciągu 2 lat konstytucja została sześciokrotnie nowelizowana. Zmiany dotyczyły głównie pozycji ustrojowej prezydenta – poszerzono jego uprawienia, poprzez m.in. umożliwienie mu uczestnictwa w obradach rządu.
W 1994 roku pod referendum ludowe poddano projekt nowej konstytucji, autorstwa osób skupionych wokół Berishy. Naród jednak odrzucił tę propozycję. Natomiast w 1997 roku, już po uspokojeniu się potężnych niepokojów społecznych, przybierających nawet postać rebelii, w kolejnym referendum Albańczycy zdecydowali, iż ustrojem państwowym nie będzie monarchia, lecz republika.

## Obecny ustrój państwa
Po krwawych wydarzeniach „przeklętego roku” (Viti i mallkuar) 1997 r. jasne stało się, że niezbędna jest nowa ustawa zasadnicza. Konstytucję uchwalono 21 października 1998 r., a zatwierdziło ją referendum z 22 listopada tegoż roku. Najpoważniejszą zmianą w porównaniu z poprzednim porządkiem ustrojowym było zredukowanie pozycji prezydenta do funkcji reprezentacyjnych, poprzez odebranie mu prawa inicjatywy ustawodawczej i rozwiązywania parlamentu przed upływem kadencji.

### Parlament
Składa się z jednej izby – Zgromadzenia (Kuvendi Popullor), złożonego ze 140 posłów, wybieranych na 4 lata. W wyborach stosuje się ordynację proporcjonalną i okręgi wielomandatowe, których granice odpowiadają obwodom, stanowiącym podstawę podziału administracyjnego kraju. W okręgach wybieranych jest od 4 do 32 deputowanych, proporcjonalnie do ich ludności. Obowiązuje próg wyborczy na poziomie 3% dla partii politycznych oraz 5% dla koalicji wyborczych. Przeliczenie głosów na mandaty odbywa się dwuetapowo. Najpierw są one rozdzielane przy pomocy metody d’Hondta pomiędzy listy wyborcze. Drugi etap dotyczy tylko koalicji i ma na celu ustalenie liczby mandatów przypadających poszczególnym partiom, które wchodzą w ich skład. Na tym etapie stosuje się metodę Sainte-Laguë.
Zgromadzenie pracuje pod przewodnictwem wybieranego przez nie Przewodniczącego Zgromadzenia.
Funkcje Zgromadzenia:
- ustrojodawcza – uchwalenie Konstytucji i zmian do niej. Prawo do wniesienia propozycji zmiany posiada grupa min. 1/5 członków Zgromadzenia, a przyjęcie jej musi nastąpić większością min. 2/3 izby. Taka sama jej część może także zdecydować o poddaniu tej kwestii pod referendum ludowe.
- ustawodawcza – inicjatywa ustawodawcza przysługuje Radzie Ministrów, każdemu deputowanemu, jak również grupie co najmniej 20 tys. wyborców (inicjatywa ludowa). Ustawy uchwalane są zwykłą większością głosów, poza tymi, których tematyka jest kluczowa dla państwa i Konstytucja wymaga większości 2/3 członków Zgromadzenia (są to m.in. ustawy o instytucjach przewidzianych w Konstytucji, o obywatelstwie, wyborach, podziale administracyjnym państwa).
- kontrolna – poprzez wyrażanie wotum zaufania lub nieufności (wniosek o to może złożyć min. 1/5 posłów),
- kreacyjna – wybór prezydenta, członków Sądu Konstytucyjnego, wyrażanie zgody na powołanie przez prezydenta członków Sądu Najwyższego i Prokuratora Generalnego i in. Izba powołuje także tzw. Adwokata Ludu (większością 3/5 głosów na kadencję 5 lat), którego obowiązkiem jest obrona praw, wolności i interesów jednostek przed bezprawnym działaniem administracji państwowej.

Główne partie polityczne:
- Demokratyczna Partia Albanii (Partia Demokratike e Shqipërisë),
- Socjalistyczna Partia Albanii (Partia Socialiste e Shqipërisë),
- Republikańska Partia Albanii (Partia Republikane e Shqipërisë),
- Socjaldemokratyczna Partia Albanii (Partia Socialdemokrate e Shqipërisë),
- Socjalistyczny Ruch Integracji (Lëvizja Socialiste për Intigrim).

oraz
- Zieloni Albanii (Te Gjelberit),

### Prezydent
Jest głową państwa i reprezentuje jedność narodu. Powoływany jest przez parlament na 5 lat z możliwością reelekcji, większością 3/5 głosów. Kandydaturę może zgłosić grupa min. 20 posłów. Kandydat musi mieć co najmniej 40 lat, być obywatelem albańskim od urodzenia i zamieszkiwać w Albanii przez ostatnie 10 lat przed wyborem.
Prezydent posiada uprawnienia raczej symboliczne: nadaje ordery i odznaczenia, mianuje najwyższych urzędników państwowych, mianuje i odwołuje przedstawicieli dyplomatycznych itd. Jest także Naczelnym Dowódcą Sił Zbrojnych.
Prezydent nie posiada odpowiedzialności politycznej, ale może zostać odwołany ze stanowiska w przypadku naruszenia Konstytucji lub popełnienia ciężkiego przestępstwa. Wniosek o pociągnięcie go do odpowiedzialności może zgłosić grupa min. 1/4 członków parlamentu, który musi poprzeć większością głosów co najmniej 2/3 Zgromadzenia. O winie orzeka Sąd Konstytucyjny.

### Rząd
Składa się z prezesa Rady Ministrów, zastępcy prezesa Rady Ministrów i ministrów. Na mocy art. 95 ust. 2 Konstytucji, Rada Ministrów ma przyznane kompetencje domniemane, tzn. przysługują jej te wszystkie kompetencje, które nie zostały zastrzeżone dla innych organów państwowych lub samorządowych.
Premiera powołuje prezydent na wniosek partii lub koalicji posiadającej najwięcej miejsc w Zgromadzeniu. Ministrowie powoływani są także przez prezydenta, ale na wniosek premiera.
Premier musi zgłosić Zgromadzeniu projekt budżetu. Jeśli Zgromadzenie nie uchwali budżetu do początku następnego roku finansowego, wtedy Rada Ministrów realizuje każdego miesiąca 1/12 budżetu roku poprzedniego, do czasu aż nowy budżet nie zostanie przyjęty.
Rząd odpowiada politycznie przed parlamentem, który może mu wyrazić wotum nieufności.

### Sądownictwo
Albański system władzy sądowniczej składa się z Sądu Konstytucyjnego, Sądu Kasacyjnego, sądów apelacyjnych i sądów rejonowych. Spośród trzech ostatnich rodzajów sądów, każdy podzielony jest na trzy działy, zajmujące się sprawami z zakresu prawa: karnego, cywilnego i wojskowego. Skład orzekający w każdym z tych sądów składa się z trzech sędziów.
Sąd Kasacyjny jest najwyższą instancją odwoławczą, składającą się z 11 członków powoływanych przez parlament na kadencję trwającą 7 lat. Prezydent przewodzi Wysokiej Radzie Sprawiedliwości, która powołuje i odwołuje sędziów pozostałych sądów.

#### Sąd Konstytucyjny
Ciało to powoływane jest dla wypełniania szeregu funkcji:
- kontroli konstytucyjności ustaw,
- rozpatrywania uchwał Zgromadzenia o odwołanie sędziego Sądu Najwyższego lub Konstytucyjnego,
- orzekania o winie prezydenta i odwołania go ze stanowiska w przypadku pociągnięcia go do odpowiedzialności przez parlament za naruszenie Konstytucji lub popełnienie poważnego przestępstwa.

Sąd Konstytucyjny składa się z 9 członków, powoływanych na nieodnawialną 9-letnią kadencję przez parlament, za zgodą prezydenta. Skład Sądu odnawiany jest co 3 lata w 1/3. Przewodniczącego Sądu powołuje prezydent spośród jego członków na 3 lata, za zgodą Zgromadzenia.

## Literatura
- Bosiacki Adam, Horodyska Dorota (oprac.), Konstytucja Albanii, Warszawa 1997, ISBN 83-7059-349-6.
- Czekalski Tadeusz, Albania, Warszawa 2003, ISBN 83-88542-45-1.
- Czekalski Tadeusz, Albania 1920-1924 – aparat państwowy i jego funkcjonowanie, Katowice 1998, ISBN 83-905123-1-9.
- Hauziński Jerzy, Leśny Jan, Historia Albanii, Wrocław-Warszawa-Kraków 1992, ISBN 83-04-03893-5.
- Horodyska Dorota, Lloha Edlira (oprac.), Konstytucja Albanii z 1998 roku, Warszawa 2001, ISBN 83-7059-555-3.